# Watkins Glen 6-timmars

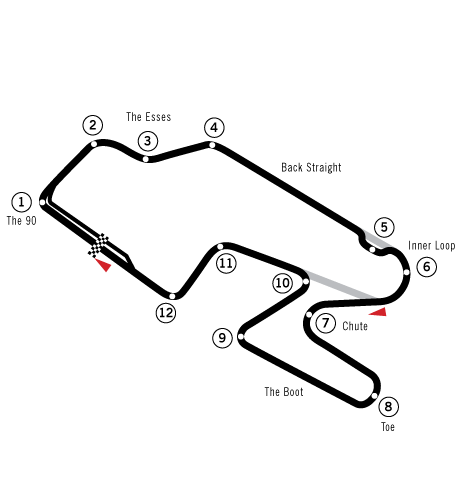
Karta över Watkins Glen International.

Watkins Glen 6-timmars eller, som den heter idag, Sahlen's Six Hours of The Glen är en långdistanstävling för sportvagnar på Watkins Glen International i Watkins Glen, New York.  

## Historia
Watkins Glen 6-timmars ingick, tillsammans med Daytona 24-timmars och Sebring 12-timmars, i den amerikanska rundan av sportvagns-VM mellan 1968 och 1981. Därefter överlät FIA till IMSA att driva sportvagnsracingen i USA. 
IMSA höll ett 6-timmarslopp 1984, men under de nästkommande tio åren kördes tävlingen under andra former under namnen Camel Continental och New York 500, det senare ett 500 km-lopp. I slutet av nittiotalet hölls åter några 6-timmarslopp, innan IMSA GT Championship-serien kollapsade.
Sedan år 2000 ingår tävlingen i Rolex Sports Car Series.

## Vinnare
| 1968           | Jacky Ickx Lucien Bianchi                             | Ford GT40                       | Sportvagns-VM                      |                                 |                                 |
| 1969           | Jo Siffert Brian Redman                               | Porsche 908/02                  | Sportvagns-VM                      |                                 |                                 |
| 1970           | Pedro Rodríguez Leo Kinnunen Jo Siffert               | Porsche 917K                    | Sportvagns-VM                      |                                 |                                 |
| 1971           | Andrea de Adamich Ronnie Peterson                     | Alfa Romeo Tipo 33              | Sportvagns-VM                      |                                 |                                 |
| 1972           | Mario Andretti Jacky Ickx                             | Ferrari 312PB                   | Sportvagns-VM                      |                                 |                                 |
| 1973           | Gérard Larrousse Henri Pescarolo                      | Matra-Simca MS670               | Sportvagns-VM                      |                                 |                                 |
| 1974           | Jean-Pierre Jarier Jean-Pierre Beltoise               | Matra-Simca MS670               | Sportvagns-VM                      |                                 |                                 |
| 1975           | Derek Bell Henri Pescarolo                            | Alfa Romeo Tipo 33              | Sportvagns-VM                      |                                 |                                 |
| 1976           | Rolf Stommelen Manfred Schurti                        | Porsche 935                     | Sportvagns-VM                      |                                 |                                 |
| 1977           | Jochen Mass Jacky Ickx                                | Porsche 935/77                  | Sportvagns-VM                      |                                 |                                 |
| 1978           | Toine Hezemans John Fitzpatrick                       | Porsche 935/77                  | Sportvagns-VM                      |                                 |                                 |
| 1979           | Don Whittington Klaus Ludwig Bill Whittington         | Porsche 935                     | Sportvagns-VM                      |                                 |                                 |
| 1980           | Hans Heyer Riccardo Patrese                           | Lancia Beta Montecarlo          | Sportvagns-VM                      |                                 |                                 |
| 1981           | Riccardo Patrese Michele Alboreto                     | Lancia Beta Montecarlo          | Sportvagns-VM                      |                                 |                                 |
| 1982 till 1983 | Inga tävlingar                                        | Inga tävlingar                  | Inga tävlingar                     |                                 |                                 |
| 1984*          | Al Holbert Derek Bell Jim Adams                       | Porsche 962                     | IMSA GT                            |                                 |                                 |
| 1985 till 1995 | Inga 6-timmarstävlingar                               | Inga 6-timmarstävlingar         | Inga 6-timmarstävlingar            |                                 |                                 |
| 1996           | Gianpiero Moretti Max Papis                           | Ferrari 333 SP                  | IMSA GT                            |                                 |                                 |
| 1997           | Butch Leitzinger James Weaver Elliott Forbes-Robinson | Riley & Scott-Ford              | IMSA GT                            |                                 |                                 |
| 1998           | Gianpiero Moretti Mauro Baldi Didier Theys            | Ferrari 333 SP                  | U.S. Road Racing Championship      |                                 |                                 |
| 1999           | Ingen tävling                                         | Ingen tävling                   | Ingen tävling                      |                                 |                                 |
| 2000           | James Weaver Andy Wallace Butch Leitzinger            | Riley & Scott-Ford              | Rolex Sports Car Series            |                                 |                                 |
| 2001           | Didier Theys Mauro Baldi Freddy Lienhard              | Ferrari 333 SP-Judd             | Rolex Sports Car Series            |                                 |                                 |
| 2002           | James Weaver Chris Dyson                              | Riley & Scott-Ford              | Rolex Sports Car Series            |                                 |                                 |
| 2003           | David Donohue Mike Borkowski Scott Goodyear           | Fabcar-Porsche                  | Rolex Sports Car Series            |                                 |                                 |
| 2004           | Max Papis Scott Pruett                                | Riley-Lexus                     | Rolex Sports Car Series            |                                 |                                 |
| 2005           | Tracy Krohn Niclas Jönsson                            | Riley MkXI-Pontiac              | Rolex Sports Car Series            |                                 |                                 |
| 2006           | Jörg Bergmeister Boris Said                           | Riley MkXI-Ford                 | Rolex Sports Car Series            |                                 |                                 |
| 2007           | Alex Gurney Jon Fogarty                               | Riley MkXI-Pontiac              | Rolex Sports Car Series            |                                 |                                 |
| 2008           | Scott Pruett Memo Rojas                               | Riley-Lexus                     | Rolex Sports Car Series            |                                 |                                 |
| 2009           | Scott Pruett Memo Rojas                               | Riley-Lexus                     | Rolex Sports Car Series            |                                 |                                 |
| 2010           | Scott Pruett Memo Rojas                               | Riley Mk XX-BMW                 | Rolex Sports Car Series            |                                 |                                 |
| 2011           | Max Angelelli Ricky Taylor                            | Dallara DP04-Chevrolet          | Rolex Sports Car Series            |                                 |                                 |
| 2012           | João Barbosa Darren Law                               | Coyote Corvette DP-Chevrolet    | Rolex Sports Car Series            |                                 |                                 |
| 2013           | João Barbosa Christian Fittipaldi                     | Coyote Corvette DP-Chevrolet    | Rolex Sports Car Series            |                                 |                                 |
| 2014           | Michael Valiante Richard Westbrook                    | Coyote Corvette DP-Chevrolet    | United SportsCar Championship      |                                 |                                 |
| 2015           | Michael Valiante Richard Westbrook                    | Chevrolet Corvette DP           | United SportsCar Championship      |                                 |                                 |
| 2016           | João Barbosa Christian Fittipaldi                     | Chevrolet Corvette DP           | Weathertech Sportscar Championship |                                 |                                 |
| 2017           | João Barbosa Christian Fittipaldi Filipe Albuquerque  | Cadillac DPi-V.R                | Weathertech Sportscar Championship |                                 |                                 |
| 2018           | Misha Goikhberg Stephen Simpson Chris Miller          | Oreca 07-Gibson                 | Weathertech Sportscar Championship |                                 |                                 |
| 2019           | Jonathan Bomarito Olivier Pla Harry Tincknell         | Mazda RT24-P                    | Weathertech Sportscar Championship |                                 |                                 |
| 2020           | Inställt pga COVID-19-pandemin.                       | Inställt pga COVID-19-pandemin. | Inställt pga COVID-19-pandemin.    | Inställt pga COVID-19-pandemin. | Inställt pga COVID-19-pandemin. |
| 2021           | Jonathan Bomarito Oliver Jarvis Harry Tincknell       | Mazda RT24-P                    | Weathertech Sportscar Championship |                                 |                                 |
| 2022           | Filipe Albuquerque Ricky Taylor                       | Acura ARX-05                    | Weathertech Sportscar Championship |                                 |                                 |
| 2023**         | Connor De Phillippi Nick Yelloly                      | BMW M Hybrid V8                 | Weathertech Sportscar Championship |                                 |                                 |
| 2024           | Dane Cameron Felipe Nasr                              | Porsche 963                     | Weathertech Sportscar Championship |                                 |                                 |
| 2025           | Tom Blomqvist Colin Braun                             | Acura ARX-06                    | Weathertech Sportscar Championship |                                 |                                 |

* – Tävlingen 1984 kördes i två tretimmarsheat, med en sammanlagd vinnare.
** – Den segrande Porschen med förarna Jaminet och Tandy diskvalificerades efter en teknisk inspektion.